# Tetsuo: The Iron Man
Tetsuo: The Iron Man (鉄男 Tetsuo?) es una película de horror japonesa y ciencia ficción de 1989 dirigida, escrita y producida por Shinya Tsukamoto, ha sido considerada un parteaguas en la cinematografía japonesa ya que su estética es seguida y re-evolucionada por películas clásicas del género cuya fama ha trascendido fronteras. Tetsuo: The Iron Man, a pesar de ser de bajo presupuesto, no carece de efectos especiales y es una de las grandes obras maestras del cine japonés de ciencia ficción.

## Argumento
Un hombre llamado Yatsu, fetichista del metal, entra en su escondite en Tokio, lleno de piezas de metal y fotos de atletas famosos. Se corta el muslo con un cuchillo, e inserta una barra de acero en la herida abierta. Más tarde, al ver gusanos en su herida, cae en la histeria y sale gritando a la calle, donde es atropellado por un coche. El conductor es un asalariado y su novia, quienes al ver el cuerpo, deciden ocultarlo. Sin embargo, el cuerpo del atropellado despierta y se venga del asalariado, ocasionando que el conductor sea forzado a convertirse en una pila de metal y basura electrónica. 
Con el tiempo, el asalariado tiene síntomas de la «maldición» del atropellado, pues mientras se afeitaba, descubre un trozo de metal insertado en su mejilla. Al intentar retirar la pieza de metal, descubre que la tiene muy dentro de su cuerpo y sigue creciendo. Durante su trayecto hacia la estación de tren, el asalariado es atacado y perseguido por toda la estación por una mujer que ha sido modificada con partes de metal. El asalariado logra escapar de la mujer, que en un principio era normal, pero termina como una criatura deformada con partes metálicas incrustadas por todo su cuerpo. El asalariado tiene esa noche una pesadilla, donde su novia se convierte en una bailarina futanari exótica con partes metálicas en su cuerpo y una manguera a modo de falo con el que lo sodomiza. Tras despertar de la pesadilla, el joven y su novia tienen sexo y luego ella come de manera sugerente, pero cada interacción con la comida es acompañada de chirridos metálicos. Conforme continúa el juego sexual, el joven escucha sonidos metálicos y descubre que su pene se ha convertido en una especie de taladro. La novia se da cuenta de la metamorfosis de su pareja y ve al joven con partes metálicas en casi todo su cuerpo, al intentar escapar tras golpearle con una sartén, ella es asesinada por el taladro.
Desesperado y aterrado, el asalariado es visitado por la persona que le ocasionó la transformación y le dice que en el futuro será completamente dominado por grotescas criaturas metálicas, en un ambiente posapocalíptico. El asalariado y el hombre metálico viajan a un edificio abandonado donde discuten como lograron convertirse en criaturas metálicas y comienza una batalla. Durante la batalla ambos intentan combinarse y resultan en una criatura metálica unidos con un cordón umbilical metálico y con dos cabezas. Deciden aterrorizar al mundo y convertir a todos en seres mecánicos.

### Elenco
- Tomorowo Taguchi como un salaryman.[2]
- Kei Fujiwara como una mujer.[2]
- Nobu Kanaoka como una mujer con lentes.[1]
- Shinya Tsukamoto como un joven.[1]
- Naomasa Musaka como un doctor.[1]
- Renji Ishibashi como Tramp.[1]

## Producción
El director Tsukamoto tiene en su filmografía dos cortometrajes con temática parecida. Con esa experiencia y confianza, se animó a crear un largometraje usando dinero propio. La cinta fue filmada en cinta de 16mm usando blanco y negro como técnica artística y una iluminación expresiva; además contiene varias escenas en stop motion para simular los efectos especiales. Las partes metálicas de las criaturas fueron partes de viejos televisores y otros aparatos electrónicos, que fueron pegados al cuerpo de los actores, se prefirió este método por falta de presupuesto. La cinta fue filmada en 18 meses y al finalizar, el director manifestó la idea de destruir el negativo por los problemas ocasionados y gran parte del elenco y staff describió la filmación como una mala experiencia. Con la falta de una audiencia adecuada, la cinta fue estrenada en un festival de cine de horror en Roma en el año 1989, donde ganó el premio a mejor largometraje. Con su éxito en cines japoneses, la cinta fue estrenada en Estados Unidos en 1992 y posteriormente en formado DVD en 1998.

## Recepción
La cinta tiene críticas positivas, en el sitio Rotten Tomatoes mantiene un 77% de aceptación y una calificación de 7.2 sobre 10. El crítico Stephen Holden del diario The New York Times describió la cinta como «un acto salvaje y con un perverso sentido del humor; es una cinta limitada a aficionados de extraños géneros cinematográficos». Richard Harrington del diario The Washington Post comentó que «es una cinta surrealista tan extraña como Eraserhead, se siente como una caricatura perturbadora».